# Yttriumphosphat
Yttriumphosphat ist eine anorganische chemische Verbindung des Yttriums aus der Gruppe der Phosphate.

## Vorkommen
Yttriumphosphat kommt natürlich in Form des Minerals Xenotim und als Dihydrat als Weinschenkit vor.

## Gewinnung und Darstellung
Yttriumphosphat kann durch Reaktion von Yttrium(III)-chlorid mit Natriumphosphat bei 200–1000 °C oder durch Reaktion von Yttrium(III)-nitrat mit Ammoniumdihydrogenphosphat gewonnen werden.
{\displaystyle \mathrm {Y(NO_{3})_{3}+(NH_{4})_{2}HPO_{4}\longrightarrow YPO_{4}\downarrow \ +2\ NH_{4}NO_{3}+HNO_{3}} }
Ebenfalls möglich ist die Darstellung durch Reaktion von Yttriumoxid mit Diammoniumhydrogenphosphat.
{\displaystyle \mathrm {Y_{2}O_{3}+2\ (NH_{4})_{2}HPO_{4}\longrightarrow 2\ YPO_{4}+4\ NH_{3}+3\ H_{2}O} }

## Eigenschaften
Yttriumphosphat ist ein farbloser Feststoff, der teilweise löslich in Phosphorsäure und wenig löslich in Wasser ist. Er besitzt eine Kristallstruktur isotyp zu der von Zirkon.

## Verwendung
Yttriumphosphat wird als Katalysator verwendet und ist ein mögliches Einschlussmaterial für Atomabfälle. Mit Cer oder Bismut dotiertes Yttriumphosphat zeigt Lumineszenz im UV-Bereich und kann für Bräunungslampen verwendet werden.